# Jan Egil Hansen
Jan Egil Hansen (Trondheim, 14 febbraio 1955) è un ex calciatore norvegese, di ruolo centrocampista.

## Carriera

### Club
Hansen giocò per il Rosenborg dal 1975 al 1988. Vinse due campionati e una Norgesmesterskapet (realizzando il double nel 1988).

### Nazionale
Conta 19 presenze per la Norvegia. Esordì il 13 agosto 1975, schierato titolare nella sconfitta per 0-2 contro la Svezia.

## Palmarès

### Club

#### Competizioni nazionali
- Campionato norvegese: 2

Rosenborg: 1985, 1988
- Coppa di Norvegia: 1

Rosenborg: 1988